# Đảng Dân chủ Tiến bộ (Đài Loan)
Dân chủ Tiến bộ Đảng (tiếng Trung: 民主進步黨, tiếng Anh: Democratic Progressive Party) thường được gọi tắt là Dân Tiến Đảng (DPP; 民進黨) là một chính đảng tại Đài Loan, và là đảng chiếm ưu thế trong Liên danh Xanh (Phiếm Lục). Đảng được thành lập vào năm 1986, và là đảng đối lập theo đúng nghĩa đầu tiên tại Đài Loan. Đảng có truyền thống tích cực hỗ trợ cho nhân quyền và tính bản địa của Đài Loan, bao gồm cả việc vận động Đài Loan độc lập. Chủ tịch hiện nay của đảng là Lại Thanh Đức. Dân Tiến Đảng là thành viên của Quốc tế Tự do và là một thành viên đồng sáng lập Hội đồng vì Tự do và Dân chủ châu Á. Đảng cũng là đại diện của Đài Loan trong Tổ chức các Quốc gia và Dân tộc không có đại diện (UNPO), 1 tổ chức phi chính phủ. Dân Tiến Đảng và các đảng liên minh được nhìn nhận một cách rộng rãi là "tự do" bởi quan điểm nhấn mạnh nhân quyền và một hệ thống chính trị đa nguyên trong khi Quốc Dân đảng trong quá khứ có quan điểm bảo thủ về các vấn đề này. Tuy nhiên là việc nhìn nhận này không hẳn tiêu biểu trong mọi trường hợp và các thảo luận về cánh tả hay cánh hữu ít khi xuất hiện ở Đài Loan vì cánh hữu luôn là nền tảng trong đời sống chính trị và xã hội rất sâu sắc ở quốc gia này.

## Lịch sử
Dân Tiến Đảng có nguồn gốc hình thành từ những người đối lập với hệ thống quyền lực độc đảng của Trung Quốc Quốc dân Đảng. Tổ chức này ban đầu có tên là phong trào "đảng ngoại". Phong trào này lên đến đỉnh với sự hình thành của Dân Tiến Đảng vào ngày 28 tháng 9 năm 1986. Đảng mới này sau đó đã tham gia cuộc bầu cử năm 1986 mặc dù vào lúc đó điều này là trái phép. Các thành viên đầu tiên của đảng đã thu hút được sự ủng hộ của gia quyến và luật sư biện hộ cho các tù nhân chính trị cũng như các thành phần tri thức và nghệ sĩ đã từng có dịp tiếp xúc với bên ngoài. Các đảng viên cam kết một cách mạnh mẽ về việc thay đổi chính trị sẽ bảo đảm sự hỗ trợ về pháp lý để Đài Loan tiến tới tự do ngôn luận, tự do báo chí, tự do hội họp và lập hội. Đảng này ban đầu không tiến hành hỗ trợ cho Đài Loan độc lập vì điều này có thể sẽ tạo điều kiện cho Quốc Dân đảng đàn áp. Cương lĩnh của đảng lúc đó là ủng hộ môi trường và ủng hộ dân chủ. Các đòi hỏi của đảng tăng lên trong suốt thập kỷ 1990 với các cuộc bầu cử trực tiếp Tổng thống và các Dân biểu cho Hành chính viện, đảng cũng mở đầu các cuộc tranh luận về các vụ đàn áp tại Đài Loan trong quá khứ và biểu tượng cho việc này là Vụ việc 228 và một thời gian dài áp dụng thiết quân luật gây ra hậu quả vô cùng lớn và kêu gọi xây dựng một không khí chính trị cởi mở. Các đảng viên bắt đầu tiến hành việc xúc tiến một đặc tính quốc gia-dân tộc Đài Loan riêng biệt với Trung Quốc. Dân Tiến Đảng ủng hộ việc cải cách Hiến pháp theo hướng chính thức công nhận rằng chính phủ Đài Loan chỉ đại diện cho người dân Đài Loan và chấm dứt việc tuyên bố chủ quyền với Trung Quốc đại lục và Ngoại Mông (tức nước Mông Cổ ngày nay).
Dân Tiến Đảng dự định khi có dân biểu trong Hành chính viện, đảng sẽ sử dụng nơi này như một diễn đàn để thách thức chính quyền. Tuy nhiên, điều này đã không xảy cho đến năm 1991, khi các thành viên cao tuổi của Hành chính viện được bầu từ các tỉnh ở đại lục vào năm 1948 về hưu. Sự khiếp sợ về việc Dân Tiến Đảng nắm quyền kiểm soát viện này đã khiến Tổng thống sau này là Lý Đăng Huy thúc đẩy một loạt các sửa đổi để củng cố quyền lực của Tổng thống như tước bỏ quyền bổ nhiệm Thủ tướng của Hành chính viện.

### 2000-2008

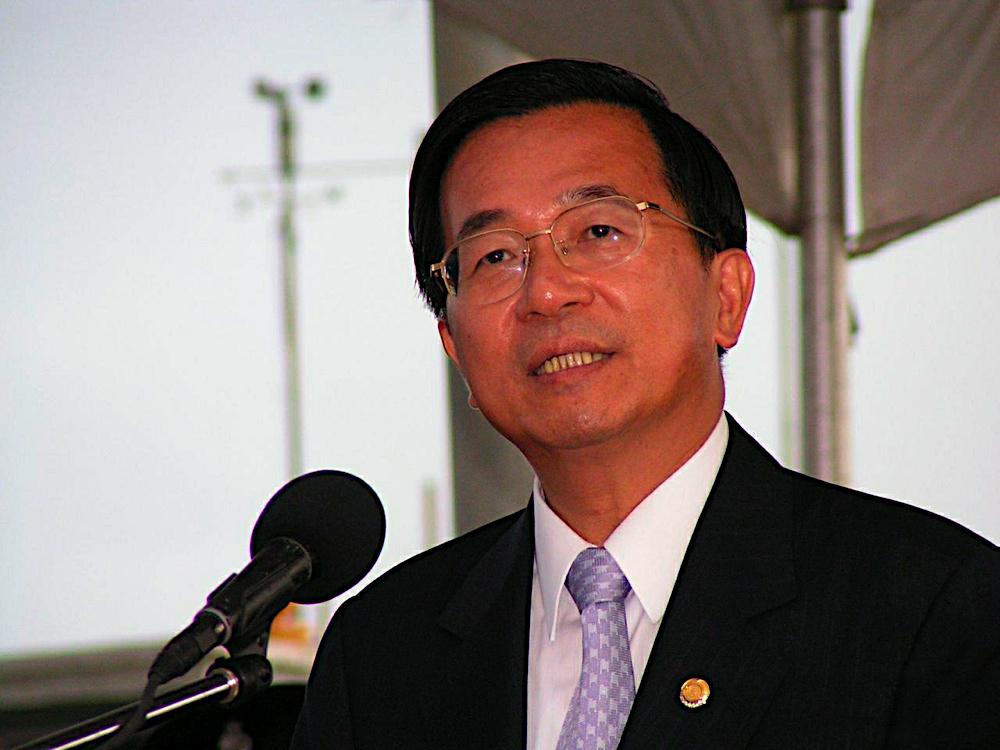
Cựu Tổng thống Trần Thủy Biển

Dân Tiến Đảng đã thắng cử trong cuộc bầu cử Tổng thống với chiến thắng của Trần Thủy Biển vào tháng 3 năm 2000, chấm dứt hơn một nửa thế kỷ nắm quyền của Quốc Dân đảng tại Đài Loan. Trần Thủy Biển đã làm dịu lập trường của đảng trong các vấn đề độc lập để thu hút các cử tri ôn hòa, vận động Hoa Kỳ và xoa dịu Trung Quốc. Ông cũng hứa sẽ không thay đổi các biểu tượng quốc gia và chính thức độc lập trừ khi Cộng hòa Nhân dân Trung Hoa tấn công Đài Loan.
Dân Tiến Đảng đã trở thành chính đảng lớn nhất trong Hành chính viện lần đầu tiên vào năm 2002 sau cuộc bầu cử vào năm trước. Tuy nhiên, một liên minh đa số giữa Quốc Dân đảng, Thân Dân đảng và Tân Đảng (được gọi là Phiếm Lam) đã ngăn cản được Dân Tiến Đảng kiểm soát viện.
Năm 2004, Tổng thống Trần Thủy Biển đã tái cử thành công với một đa số nhỏ sau một vụ ám sát hụt nhắm vào ông và phó Tổng thống Lã Tú Liên chỉ vài giờ trước cuộc bầu cử. Ông đã giành thắng lợi sít sao trước Liên Chiến. Liên Chiến sau đó đã yêu cầu kiểm phiếu lại và kết quả là Trần Thủy Biển vẫn được tuyên bố thẳng cử nhưng với số dư ít hơn (25.563 thay vì 29.518 so với trước đó).
Dân Tiến Đảng đã thất bại trong cuộc bầu cử cấp địa phương vào tháng 12 năm 2005. Phiếm Lục đã giành chiến thắng tại 16 trong tổng số 23 huyện thị trong đó có chức vụ quan trọng là Thị trưởng Đài Bắc.
Kết quả này đã tác động tới chủ tịch Dân Tiến Đảng là Tô Trinh Xương. Ông đã phải trao lại chức vụ chủ tịch đảng sau khi kết quả bầu cử được công bố. Trước đó ông từng cam kết sẽ từ chức nếu Dân Tiến Đảng thất bại tại huyện Đài Bắc hay không giành được tối thiểu 10 trong số 23 thị trưởng/huyện trưởng. Phó Tổng thống Lã Tú Liên được bổ nhiệm làm quyền chủ tịch Đảng. Tổng thư ký văn phòng Tổng thống Du Tích Khôn trong cuộc bầu chủ tịch đảng vào năm 2006 với 54,4% tổng số phiếu.
Thủ tướng Tạ Trường Đình, người tổ chức cuộc bỏ phiếu và là nguyên thị trưởng Cao Hùng đã hai lần đệ trình đơn từ chức bằng miệng ngay sau cuộc bầu cử, nhưng đơn của ông đã không được Tổng thống chấp thuận cho đến ngày 17 tháng 1 năm 2006 sau khi cuộc bỏ phiếu chủ tịch đảng kết thúc. Cựu chủ tịch Dân Tiến Đảng Tô Trinh Xương đã thay thế Tạ Trường Đình giức chức vụ Thủ tướng. Thủ tướng Tạ và nội các đã từ chức vào ngày 24 tháng 1 để mở đường cho Tô Trinh Xương và nội các mới của ông. Tổng thống Trần Thủy Biển đã đề nghị cựu thủ tướng ở lại chính quyền, nhưng ông đã từ chối và rời nhiệm sở và phê phán Trần Thủy Biển về quan hệ xấu đi với Cộng hòa Nhân dân Trung Hoa.

### Bản địa hóa
Vào ngày 30 tháng 9 năm 2007, Dân Tiến Đảng phê chuẩn một nghị quyết tách biệt khỏi đặc tính Trung Quốc và kêu gọi ban hành một Hiến pháp mới của "một quốc gia bình thường". Điều này có nghĩa là sẽ chỉ sử dụng tên hiệu "Đài Loan" là tên đất nước và từ bỏ tên hiệu Trung Hoa Dân Quốc.

### 2008-nay

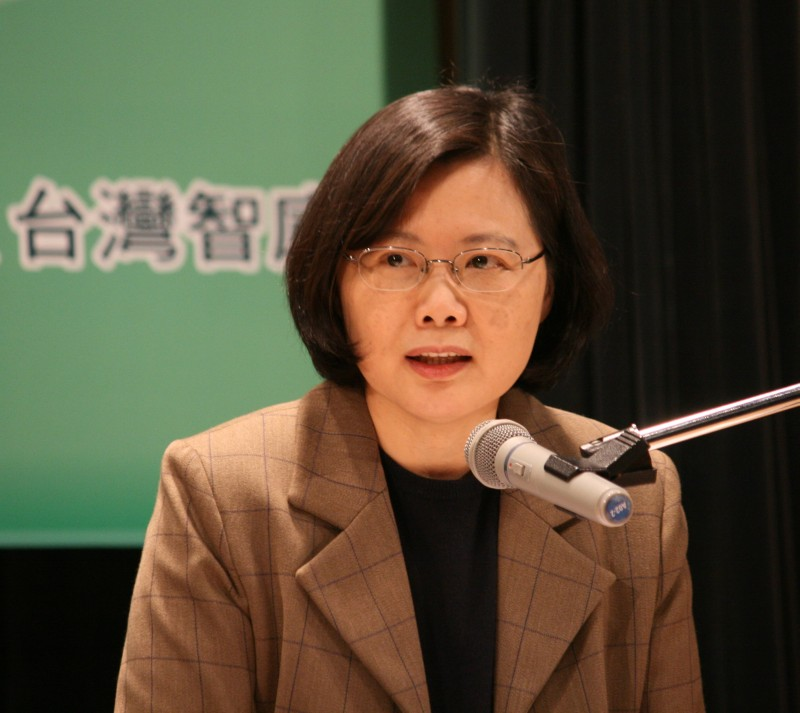
Chủ tịch đương nhiệm (sau này là tổng thống) Thái Anh Văn

Trong cuộc bầu cử toàn quốc vào những tháng đầu của năm 2008, Dân Tiến Đảng chỉ giành được 38,2% số phiếu và chỉ đạt được dưới 25% số ghế của Hành chính viện khóa mới trong khi tại cuộc bầu cử tổng thống, cựu thị trưởng Cao Hùng là Tạ Trường Đình đã thất cử trước ứng cử viên tổng thống của Trung Quốc Quốc dân Đảng là Mã Anh Cửu với chênh lệch phiếu lớn (41,55% và 58,45%).
Những tháng đầu tiên sau cuộc bầu cử, các phương tiện truyền thông tràn ngập tin về tham nhũng của tổng thống Trần Thủy Biển và phu nhân. Vào ngày 15 tháng 8 năm 2008 Trần Thủy Biển từ chức cương vị tại đảng và rút khỏi đảng với lời xin lỗi tới toàn thể đảng viên và người ủng hộ. Chủ tịch Dân Tiến Đảng là bà Thái Anh Văn đã tôn trọng và chấp thuận việc này."
Trước những e ngại của công chúng về đảng. Nữ chủ tịch Thái Anh Văn đã tuyên bố rằng Dân Tiến Đảng cần phải ghi nhớ bài học lịch sử này, bảo vệ chủ quyền của Đài Loan và an ninh quốc gia, và giữ vững niềm tin.
Đảng tiếp tục nổi lên trên chính trường Đài Loan sau khi Tổng thống Mã Anh Cửu kết thúc năm đầu tiên của nhiệm kỳ. Dân Tiến Đảng tổ chức kỷ niệm rầm rộ tại Đài Bắc và Cao Hùng. Bà chủ tịch đảng nói trước đám đông tại Đài Bắc vào hôm 17 tháng 5 rằng sẽ bảo vệ Đài Loan và nền dân chủ.
Ngày 16 tháng 1 năm 2016, trong cuộc bầu cử tổng thống Đài Loan 2016, bà Thái Anh Văn - ứng cử viên của đảng này đã giành chiến thắng áp đảo trước ứng cử viên của Trung Quốc Quốc dân Đảng là ông Chu Lập Luân với 56,1% số phiếu ủng hộ. Đến ngày 20 tháng 5 năm 2016, bà chính thức nhậm chức tổng thống Đài Loan, đồng thời bà trở thành nhân vật thứ hai của đảng này lên làm lãnh đạo đảo Đài Loan, và cũng là nữ tổng thống đầu tiên của đất nước này.